# Dominik Duka
Dominik Jaroslav Duka (Hradec Králové, 26 aprile 1943) è un cardinale, arcivescovo cattolico e teologo ceco, dal 13 maggio 2022 arcivescovo emerito di Praga.

## Biografia
È nato a Hradec Králové, nella Boemia dell'est.

### Formazione e ministero sacerdotale
Il 6 gennaio 1969 è entrato a far parte dell'ordine dei domenicani mentre il successivo 22 giugno 1970 è stato ordinato presbitero.
Dopo l'ordinazione sacerdotale ha prestato servizio in alcune parrocchie dell'arcidiocesi di Praga.
Ha studiato teologia a Litoměřice conseguendo la licenza teologica nel 1979 presso la facoltà teologica di Varsavia.
Nel 1975 è stato privato dell'autorizzazione statale per il sacro ministero e destinato, per quasi 15 anni, alle fabbriche Škoda di Plzeň, come disegnatore (fino al 1989). Nel frattempo, ha lavorato in segreto nell'ordine come maestro dei novizi e insegnante di teologia.
Fra il 1981 e il 1982 è stato incarcerato a Plzeň.

### Ministero episcopale e cardinalato

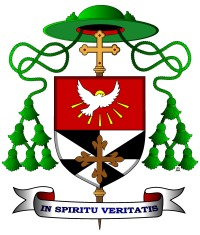
Stemma vescovile.

arcivescovo di Praga

Dopo la fine del regime comunista nel suo paese è stato nominato da papa Giovanni Paolo II vescovo di Hradec Králové, sua città natale, il 6 giugno 1998. Ha ricevuto la consacrazione episcopale il successivo 26 settembre dall'arcivescovo Karel Otčenášek. Dal 2004 al 2008 è stato anche amministratore apostolico sede plena di Litoměřice a causa di una malattia del vescovo locale, Pavel Posád.
Il 13 febbraio 2010 papa Benedetto XVI lo ha nominato arcivescovo di Praga e primate di Boemia, succedendo al cardinale Miloslav Vlk, dimessosi per raggiunti limiti d'età.
Nel 2010 è stato eletto presidente della Conferenza Episcopale Ceca dai vescovi della sua Nazione.
Papa Benedetto XVI lo ha creato e pubblicato cardinale del titolo dei Santi Marcellino e Pietro nel concistoro del 18 febbraio 2012.
Il 13 maggio 2022 papa Francesco ha accolto la sua rinuncia al governo pastorale dell'arcidiocesi di Praga per raggiunti limiti di età; gli è succeduto Jan Graubner, fino ad allora arcivescovo metropolita di Olomouc.
Il 26 aprile 2023 ha compiuto ottant'anni e, in base a quanto disposto dal motu proprio Ingravescentem Aetatem di papa Paolo VI del 1970, è uscito dal novero dei cardinali elettori ed è decaduto da tutti gli incarichi ricoperti nella Curia romana.

## Genealogia episcopale e successione apostolica
La genealogia episcopale è:
- Cardinale Scipione Rebiba
- Cardinale Giulio Antonio Santori
- Cardinale Girolamo Bernerio, O.P.
- Arcivescovo Galeazzo Sanvitale
- Cardinale Ludovico Ludovisi
- Cardinale Luigi Caetani
- Cardinale Ulderico Carpegna
- Cardinale Paluzzo Paluzzi Altieri degli Albertoni
- Papa Benedetto XIII
- Papa Benedetto XIV
- Cardinale Enrico Enriquez
- Arcivescovo Manuel Quintano Bonifaz
- Cardinale Buenaventura Córdoba Espinosa de la Cerda
- Cardinale Giuseppe Maria Doria Pamphilj
- Papa Pio VIII
- Papa Pio IX
- Cardinale Gustav Adolf von Hohenlohe-Schillingsfürst
- Arcivescovo Salvatore Magnasco
- Cardinale Gaetano Alimonda
- Cardinale Teodoro Valfrè di Bonzo
- Arcivescovo František Kordač
- Cardinale Karel Boromejský Kašpar
- Vescovo Mořic Pícha
- Arcivescovo Karel Otčenášek
- Cardinale Dominik Jaroslav Duka, O.P.

La successione apostolica è:
- Vescovo Vlastimil Kročil (2015)
- Vescovo Tomáš Holub (2016)
- Vescovo Zdeněk Wasserbauer (2018)

## Araldica
| Stemma | Blasonatura |
| ------ | --- |
|        | Inquartato; nel 1º e nel 4º, di nero alla fascia d'oro; nel 2º e nel 3º, gheronato di nero e di argento, alla croce domenicana d'oro. |

## Galleria d'immagini

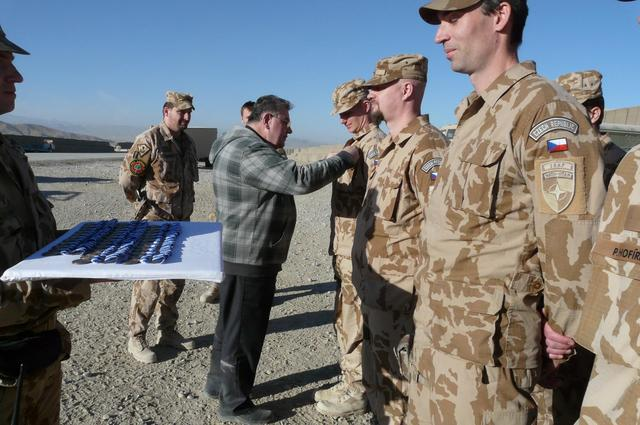
Dominik Duka in Afghanistan nel 2010
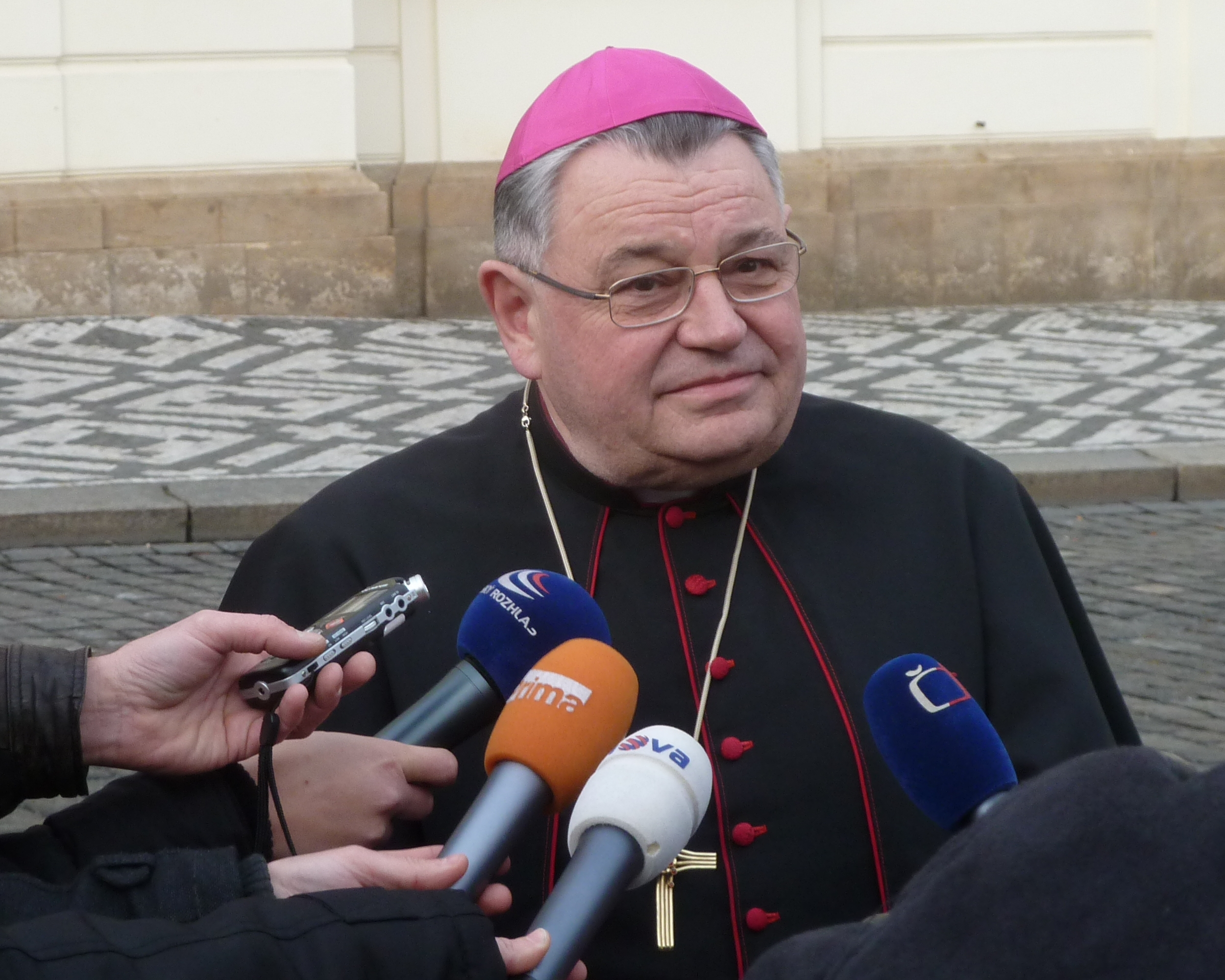
L'arcivescovo Dominik Duka nel 2011
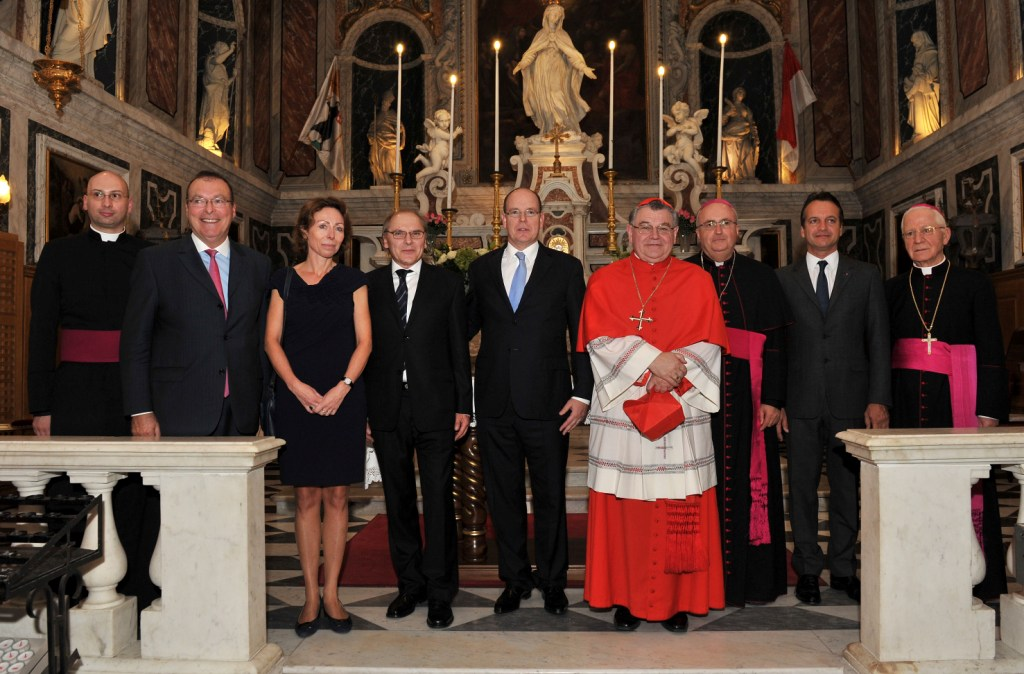
Il cardinal Duka insieme al Principe di Monaco al giorno dell'inaugurazione della Cappella della Misericordia
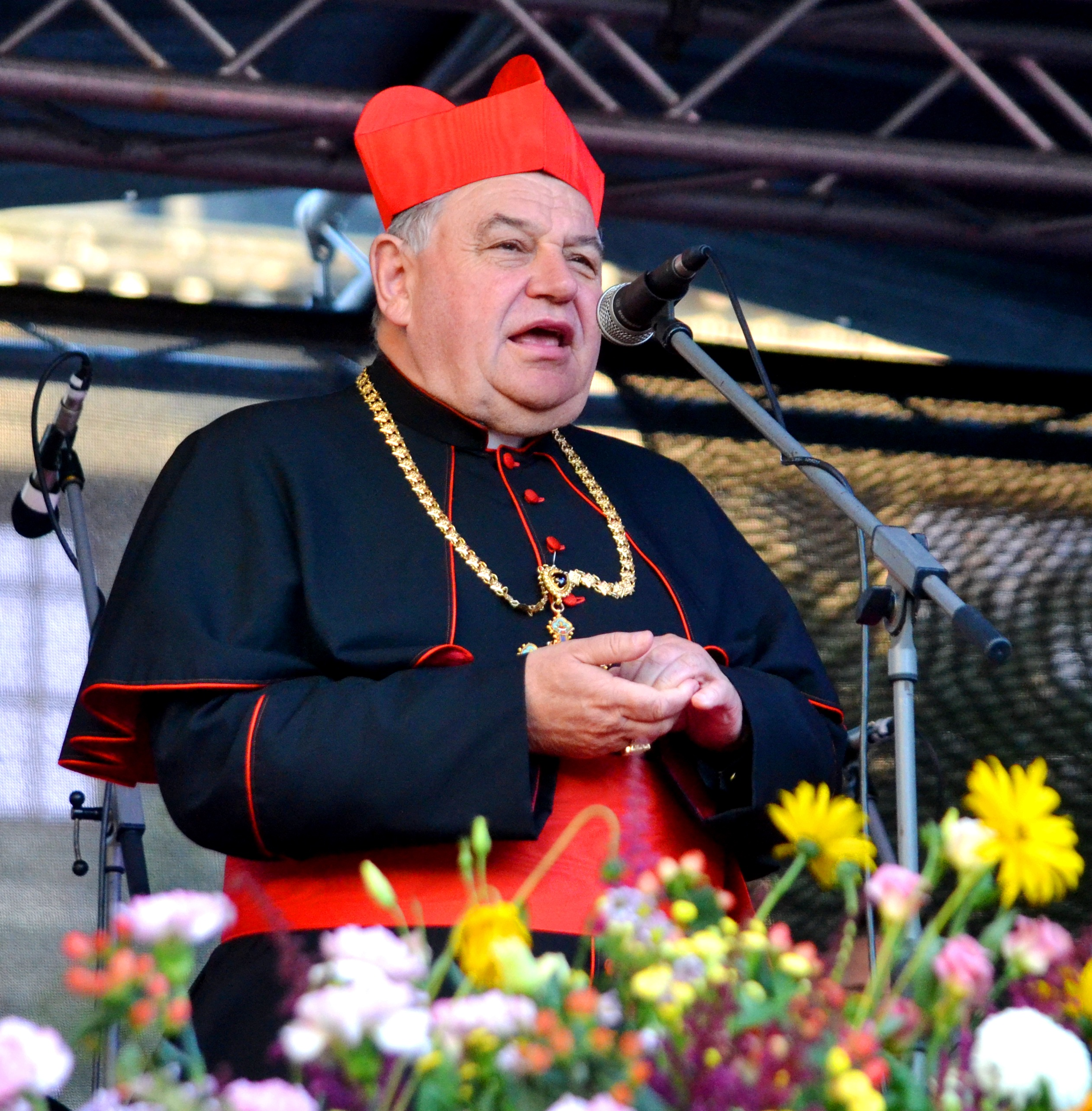
Il cardinale Dominik Duka, arcivescovo di Praga
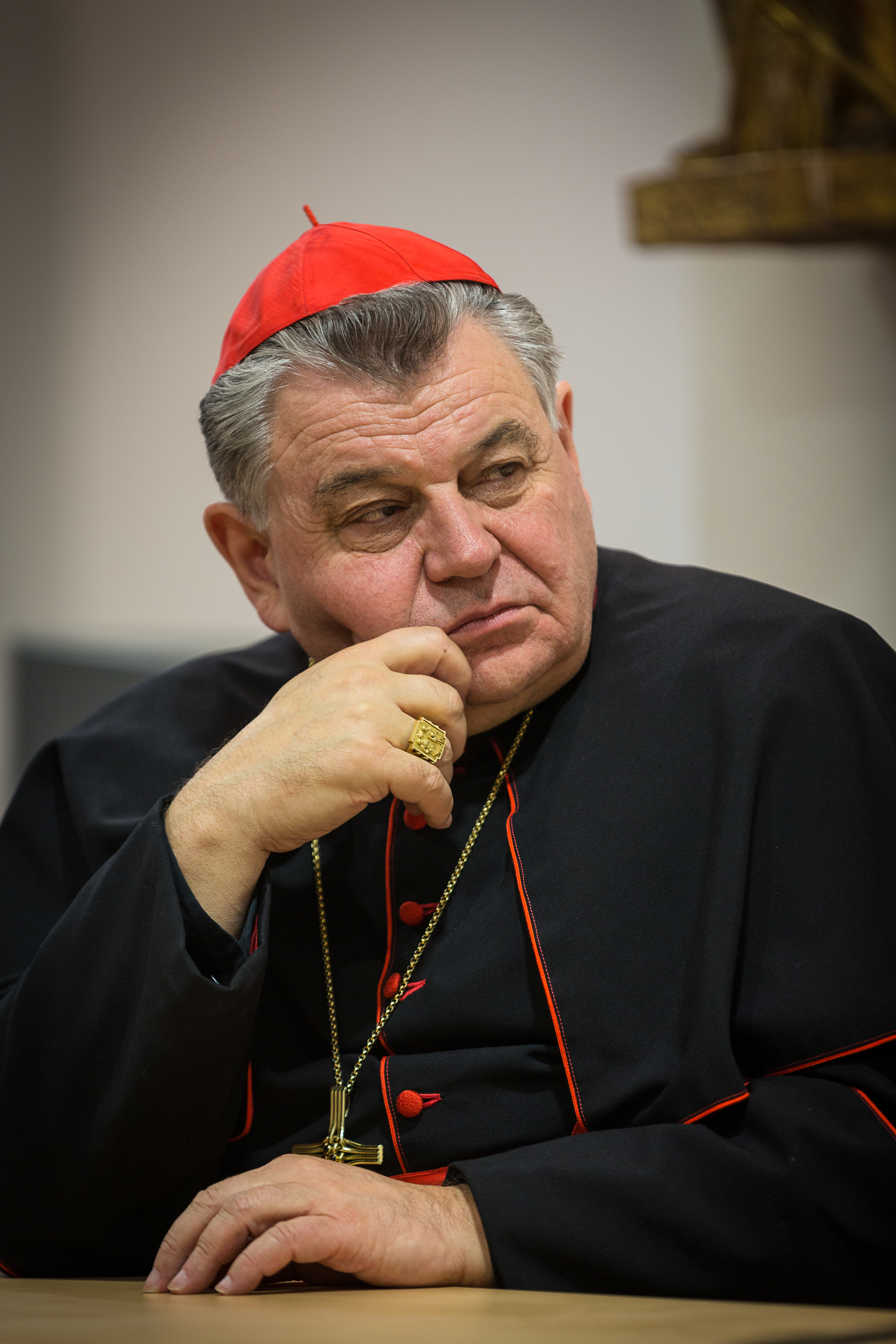
Dominik Duka al 36º meeting internazionale di Taizé, a Strasburgo il 28 dicembre 2013